# Ореховское сельское поселение (Усть-Ишимский район)
Ореховское се́льское поселе́ние — муниципальное образование в Усть-Ишимском районе Омской области Российской Федерации.
Административный центр — село Орехово.

## История
Статус и границы сельского поселения установлены Законом Омской области от 30 июля 2004 года № 548-ОЗ «О границах и статусе муниципальных образований Омской области»

## Население
| 2010 | 2011 | 2012 | 2013 | 2014 | 2015 | 2016 |
| ---- | ---- | ---- | ---- | ---- | ---- | ---- |
| 512  | ↘509 | ↘502 | ↘484 | ↘468 | ↘454 | ↘443 |
| 2017 | 2018 | 2019 | 2020 | 2021 | 2023 |      |
| ↘425 | ↘417 | ↘408 | ↘404 | ↘314 | ↘294 |      |

## Состав сельского поселения
| № | Населённый пункт | Тип населённого пункта       | Население |
| - | ---------------- | ---------------------------- | --------- |
| 1 | Колпаково        | деревня                      | ↘47       |
| 2 | Малая Игиза      | деревня                      | ↘23       |
| 3 | Орехово          | село, административный центр | ↘442      |